# Zdenci Brdovečki
Zdenci Brdovečki falu Horvátországban Zágráb megyében. Közigazgatásilag Brdovechez tartozik.

## Fekvése
Zágráb központjától 18 km-re északnyugatra, községközpontjától 1 km-re délnyugatra a Száva völgyében, a Zágráb-Ljubljana vasútvonal mellett fekszik.

## Története
A falunak 1857-ben 268, 1910-ben 401 lakosa volt. Trianon előtt Zágráb vármegye Zágrábi járásához tartozott. 2011-ben a falunak 1211 lakosa volt.

## Lakosság
| Lakosság változása | Lakosság változása | Lakosság változása | Lakosság változása | Lakosság változása | Lakosság változása | Lakosság változása | Lakosság változása | Lakosság változása | Lakosság változása | Lakosság változása | Lakosság változása | Lakosság változása | Lakosság változása | Lakosság változása | Lakosság változása |
| ------------------ | ------------------ | ------------------ | ------------------ | ------------------ | ------------------ | ------------------ | ------------------ | ------------------ | ------------------ | ------------------ | ------------------ | ------------------ | ------------------ | ------------------ | ------------------ |
| 1857               | 1869               | 1880               | 1890               | 1900               | 1910               | 1921               | 1931               | 1948               | 1953               | 1961               | 1971               | 1981               | 1991               | 2001               | 2011               |
| 268                | 241                | 323                | 411                | 362                | 401                | 424                | 526                | 621                | 615                | 695                | 763                | 828                | 945                | 1097               | 1211               |

## Külső hivatkozások
- Brdovec község hivatalos oldala
- A Szent Vid plébánia honlapja Archiválva 2013. szeptember 8-i dátummal a Wayback Machine-ben
- A megye turisztikai egyesületének honlapja